# Münchshöfen (Oberschneiding)
Münchshöfen ist ein Ortsteil der niederbayerischen Gemeinde Oberschneiding im Landkreis Straubing-Bogen.
Das Dorf liegt etwa zwei Kilometer östlich vom Ort Oberschneiding. Es befindet sich am Übergang des Donau-Isar-Hügellandes zum Gäuboden. Die Bundesstraße 20 verläuft etwa einen Kilometer westlich von Münchshöfen, der Ort ist Kreuzungspunkt der Kreisstraßen SR 7 und SR 9.

## Geschichte

### Jungsteinzeitliche Besiedlung: Münchshöfener Kultur
Die Besiedlung des Gebiets um Münchshöfen ist bis in die Jungsteinzeit nachgewiesen. In den Jahren 1874–1876 wurden Funde in einer Lehmgrube bei Münchshöfen gemacht, die einer jungneolithischen Kultur aus dem Zeitraum von 4500 v. Chr. bis ca. 3900/3800 v. Chr. zugeordnet werden. Aufgrund der Unterschiede zu den Vorgängerkulturen wurde diese nach dem Erstfundort als Münchshöfener Kultur bezeichnet.

Zahlreiche Funde, vornehmlich von Keramik, sind heute in der vor- und frühgeschichtlichen Abteilung des Gäubodenmuseums Straubing zu besichtigen.

### Neuzeit
Die Kirche St. Sebastian, eine Filialkirche der Pfarreiengemeinschaft Oberschneiding-Reißing, erhielt ihr heutiges Erscheinungsbild durch den Bau des Langhauses im 18. Jahrhundert. Der Chor und das Turmuntergeschoss stammen aus der Spätgotik.
Münchshöfen wurde 1808 ein eigener Steuerdistrikt im Landgericht Straubing, 1821 wurde der Ort Teil der neugebildeten Gemeinde Niederschneiding. Im Rahmen der Gebietsreform wurde die Gemeinde Niederschneiding aufgelöst und damit auch der Ort Münchshöfen am 1. Januar 1972 Teil der Gemeinde Oberschneiding.
In der ersten Hälfte des 19. Jahrhunderts wurde das Mineralbad Münchshöfen gegründet. Die Quelle befindet sich knapp einen Kilometer westlich von Münchshöfen und war im Besitz des Landwirts Gierl aus Münchshöfen. Dieser erkannte die Heilwirkung und erhielt zunächst die Erlaubnis zur Errichtung einer Gesundheitsbadeanstalt. 1832 kaufte der Münchshöfener Gutsbesitzer Rabl die Quelle und baute mit Unterstützung des Arztes Heinrich von Pechmann das Heilbad auf. Die Kurgäste waren zunächst auf dem Anwesen des Besitzers in Münchshöfen untergebracht. An der Quelle wurde ein zweistöckiges Badehaus errichtet, später auch ein Kurhotel mit 30 Zimmern. Das Heilbad wurde vor allem für Erkrankungen des Bewegungsapparates, bei Lähmungen und Geschwüren empfohlen.
Im Jahr 1864 wurde in Münchshöfen ein Schulhaus errichtet. In einer einklassigen Volksschule wurden die Schüler aus den Orten Münchshöfen, Fierlbach, Großenpinning, Büchling, Münchsdorf und Neuhausen unterrichtet. In Münchshöfen wurde bis zur Aufnahme des Unterrichts im neuerrichteten Schulgebäude in Oberschneiding im Jahr 1982 unterrichtet.
1926 nahm die Kleinbahn Wallersdorf–Münchshöfen den Betrieb auf. Sie verband Münchshöfen mit der Bahnstrecke Landshut–Plattling und diente ausschließlich dem Güterverkehr. Der Betrieb wurde 1949 aufgrund der fortschreitenden Motorisierung der Landwirtschaft eingestellt, die Anlagen wurden zurückgebaut.
1931 übernahm die Brauerei Wilhelm Krieger mit Sitz in Landau an der Isar die bisherige Brauerei Rabl als zweiten Produktionsstandort in Münchshöfen. Nach dem Ausbau des Standorts Landau wurde die Brauereitätigkeit 1976 eingestellt, der Betrieb in Münchshöfen insgesamt 1977.

### Antoniusheim
Das Antoniusheim Münchshöfen wurde 1930 durch den Wallersdorfer Pfarrer Georg Stelzer gegründet. Nachdem er das frühere Kurhaus des Bad Münchshöfen zunächst gepachtet hatte, wurde dieses zu einer Pflegeanstalt umgewandelt. Es wurden psychisch Behinderte aufgenommen, die zuvor im Bezirksklinikum Mainkofen gelebt hatten und nun von St. Franziskusschwestern aus dem Kloster Vierzehnheiligen betreut wurden. 1941 wurden alle Bewohner von den Nazis deportiert und in der Tötungsanstalt Hartheim in Oberösterreich ermordet. Pfarrer Stelzer vererbte das Antoniusheim dem Bischof von Regensburg, es wurde nach dem Tod Stelzers 1946 dem Bischöflichen Stuhl zugeordnet. Die Franziskusschwestern übernahmen wieder die Leitung des Hauses, sie waren bis 2005 im Antoniusheim tätig. In den 1960er Jahren wurde ein neues Gebäude errichtet, das zwei Wohngruppen und die Küche beinhaltet. 1986 erfolgte eine erneute Erweiterung um ein westliches Gebäude mit weiteren Wohn- und Wohnpflegegruppen. In den Jahren 1989 bis 1992 erfolgte eine Generalsanierung, seitdem bietet die Einrichtung Platz für 103 behinderte Frauen und Männer in drei Pflegegruppen und vier Wohngruppen. Seit 1992 gibt es im Antoniusheim eine Förderstätte mit drei Gruppen. Seit 2003 ist die Katholische Jugendfürsorge Trägerin der Einrichtung.